# Stipan Bešlin
Stipan (Stipo) Bešlin (u literaturi ga se navodi i kao Stjepan Bešlin) (Monoštor, 4. siječnja 1920. – Monoštor, 7. travnja 1941.) je bio bački hrvatski pjesnik.

## Životopis
Rodio se u Monoštoru u Bačkoj 4. siječnja 1920. u bolje stojećoj seljačkoj obitelji, no u šestoj je godini ostao bez oca pa su se za njega brinuli majka i djed.
Školovao se u Monoštoru (pučka škola) i Somboru, u kojem je pohađao gimnaziju, gdje je sjemeništarac karmelićana. U trećem razredu gimnazije započinje surađivati u Krijesu (1933.), zagrebačkom listu za mladež, a zatim objavljuje u raznim časopsima i godišnjacima. Prvu pjesmu «Noć nad poljima» objavljuje u časopisu Klasju naših ravni (1935.). Pjesme su mu posmrtno objavljivane u Klasju naših ravni (1942. i 1944.), zatim Glasniku sv. Ante (1944.) i Danici (1944.). U petom razredu je zbog svojih uvjerenja i stajališta izbačen iz svih škola i zabranjen mu je nastavak školovanja, bilo gdje, u Kraljevini Jugoslaviji. Ovo je vidno pogoršalo njegovo i inače teško zdravstveno stanje - bolovao je od sušice, tada smrtonosne bolesti. Umro je, jedva zakoračivši u 21. godinu života. U rukopisu mu je ostala pjesnička zbirka Tamna cesta, u kojoj je sabrao i priredio za tisak (1940.) dvadeset pjesama. Na žalost, ta je rukopisna zbirka ipak ostala neobjavljena i do danas već zagubljena, ali su neke pjesme iz nje tiskane u periodici i dr. Svoj je pjesnički izraz gradio ugledajući se na mlađe hrvatske pjesnike koji su djelovali u okrilju Hrvatskog katoličkog pokreta poput Jeronima Kornera, Vinka Kosa, Alekse Kokića i dr.). U svojim djelima je pisao o svom rodnom selu Monoštoru i životu u njemu. Kako zapaža Milovan Miković « ... mnogi su njegovi stihovi nastali u sutonskom i nokturalnom raspoloženju, a posebno se ističu oni u kojima se ocrtavaju pejsaž i podneblje Podunavlja ... te pjesme u kojima prevladava slutnja skorog kraja ...» 
Godine 1934., na početku 5. razreda gimnazije, zbog "govora protiv kralja" i "svojeg žarkog hrvatstva" biva izgnan iz svih srednjih škola u Kraljevini Jugoslaviji, no s pravom polaganja privatnih ispita. Na taj način je uspjehom položio 5. razred gimnazije, a nakon neuspjeha u 6. razredu na Državnoj relanoj gimnaziji u Vukovaru otišao je najprije u Travnik, pa u Zagreb. Ondje mu se naglo obnovila bolest tuberkuloze, pa se nratio u Monoštor. Osiromašena obitelj mu nije mogla platiti liječnika, pa je umro 7. travnja 1941. u Monoštoru, gdje je i pokopan.

## Djela
- Zaljubljeno proljeće, zbirka pjesama, priredio ju je i objavio vlastitom nakladom Juraj Lončarević, Zagreb, 1970.
- Tajanstveni trag, zbirka pjesama, priredile su je uredile i predgovorile Sanja Vulić i Marija Šeremešić, Sombor 2011.

## Vanjske poveznice
- Zvonik Bački Monoštor - Najselo
- Zvonik Bogatstvo Sombora
- Iznad žita nebo  Arhivirana inačica izvorne stranice od 7. listopada 2007. (Wayback Machine) (velika *.pdf datoteka)
- (srp.) Danas  Arhivirana inačica izvorne stranice od 24. travnja 2008. (Wayback Machine) Poznaju se po "ruganim" imenima
- (mađ.) Eötvös József Főiskola, Baja  Arhivirana inačica izvorne stranice od 1. travnja 2010. (Wayback Machine) Nemzetiségi referens felsőfokú szakképési program